# Boi B
Кім Сон Кьон (кор. 김성경), більш відомий під псевдонімом Boi B (кор. 보이비), — південнокорейський репер і учасник хіп-хоп гурту Rhythm Power. Він був учасником реаліті-шоу Show Me the Money 5. 25 квітня 2017 року він випустив свій перший альбом Night Vibe.

## Дискографія

### Мініальбоми
| Назва      | Деталі альбому                                                                                         | Пікові позиції у чартах | Продажі |
| Назва      | Деталі альбому                                                                                         | KOR                     | Продажі |
| ---------- | --- | ----------------------- | ------- |
| Night Vibe | - Реліз: 25 квітня 2017 - Лейбл: Amoeba Culture, LOEN Entertainment - Формат: CD, цифрове завантаження | —                       | Н/Д     |

### Сингли
| Назва | Рік                    | Пікові позиції у чартах | Продажі (DL)              | Альбом                 |
| Назва | Рік                    | KOR                     | Продажі (DL)              | Альбом                 |
| Як головний виконавець | Як головний виконавець | Як головний виконавець  | Як головний виконавець    | Як головний виконавець |
| --- | ---------------------- | ----------------------- | ------------------------- | ---------------------- |
| «Swallowtail» (호랑나비) feat. Gill, Rhythm Power, Kim Heung-gook                                                                  | 2016                   | 5                       | - Південна Корея: 720,563 | Show Me the Money 5    |
| «ADY» (아침에 다시 얘기해) feat. Sik-K                                                                                             | 2017                   | —                       | Н/Д                       | Night Vibe             |
| Колаборації |                        |                         |                           |                        |
| «Time 4 Some Action» (안생겨요) with Eachone                                                                                       | 2011                   | —                       | Н/Д                       | Сингл без альбому      |
| «Rose of Sharon» (무궁화) with Mad Clown, Donutman, #Gun                                                                           | 2016                   | 12                      | - Південна Корея: 244,242 | Show Me the Money 5    |
| «Goblin» (도깨비) with Flowsik, Hash Swan, ₩uNo, G2                                                                                | 2016                   | 25                      | - Південна Корея: 120,785 | Show Me the Money 5    |
| «High Five» with Dynamic Duo, Primary, Crush                                                                                       | 2016                   | 23                      | - Південна Корея: 82,045  | Сингли поза альбомом   |
| «Reborn» with Jay Park, Double K                                                                                                   | 2017                   | —                       | Н/Д                       | Сингли поза альбомом   |
| «What Do You Do When You Play?» (놀면 뭐해?) with Gaeko, Choiza, Geegooin, Gray, Crush, Wonstein, Mommy Son, Zior Park and Sam Kim | 2019                   | 63                      | Н/Д                       | Сингли поза альбомом   |
| «—» релізи, що не потрапили у чарти або не були випущені у відповідних регіонах.                                                   |                        |                         |                           |                        |

## Фільмографія

### Вар'єте шоу
| Рік  | Назва               | Мережа | Нотатки              | Прим.         |
| ---- | ------------------- | ------ | -------------------- | ------------- |
| 2020 | King of Mask Singer | MBC    | Учасник (243 епізод) | [ 10 ] [ 11 ] |